# Pyrus communis
Il pero comune (Pyrus communis L.) è una specie della famiglia delle Rosacee, nativa delle zone centrali e orientali d'Europa, e delle aree sud-occidentali dell'Asia. 

## Descrizione
È un albero caducifoglie appartenente alla famiglia delle rosacee che può raggiungere un'altezza di 20 metri.
Prospera negli ambienti temperati e umidi ed è in grado di resistere bene al freddo e al caldo.
È la specie di Pyrus comunemente coltivata in Europa, che produce le comuni pere.

## Varietà

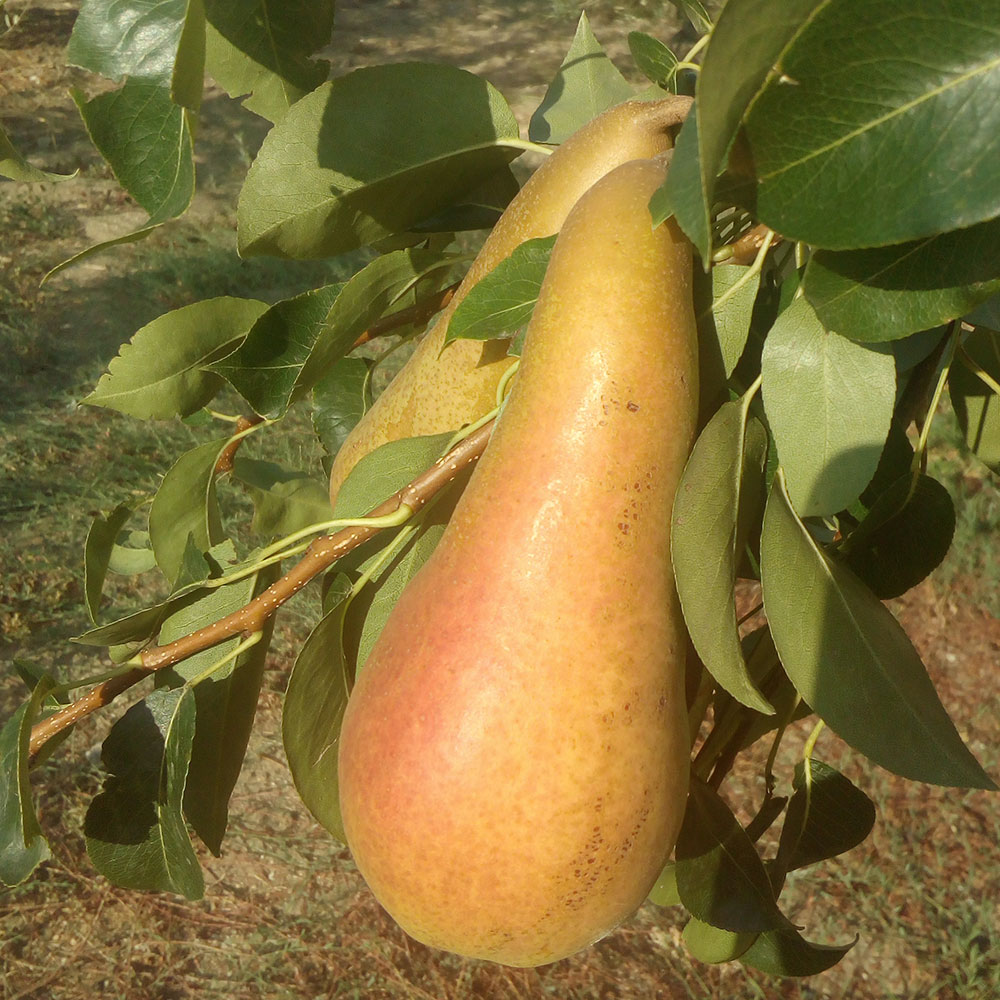
Il frutto di un pero Abate Fetel

Ci sono moltissime varietà di pero coltivate sia in Italia sia all'estero. Tra queste possiamo trovare:
- Abate Fétel
- Conference
- William
- Kaiser

## Produzione
| Nazione                                           | Produzione (tonnellate) |
| ------------------------------------------------- | ----------------------- |
| Cina                                              | 16 078 000              |
| Stati Uniti                                       | 730 740                 |
| Italia                                            | 716 821                 |
| Argentina                                         | 565 697                 |
| Turchia                                           | 519 451                 |
| Paesi Bassi                                       | 402 000                 |
| Sudafrica                                         | 397 555                 |
| Belgio                                            | 369 506                 |
| Spagna                                            | 332 319                 |
| India                                             | 318 000                 |
| Totale mondiale                                   | 23 733 772              |
| Fonte: UN Food and Agriculture Organization (FAO) |                         |

## Avversità

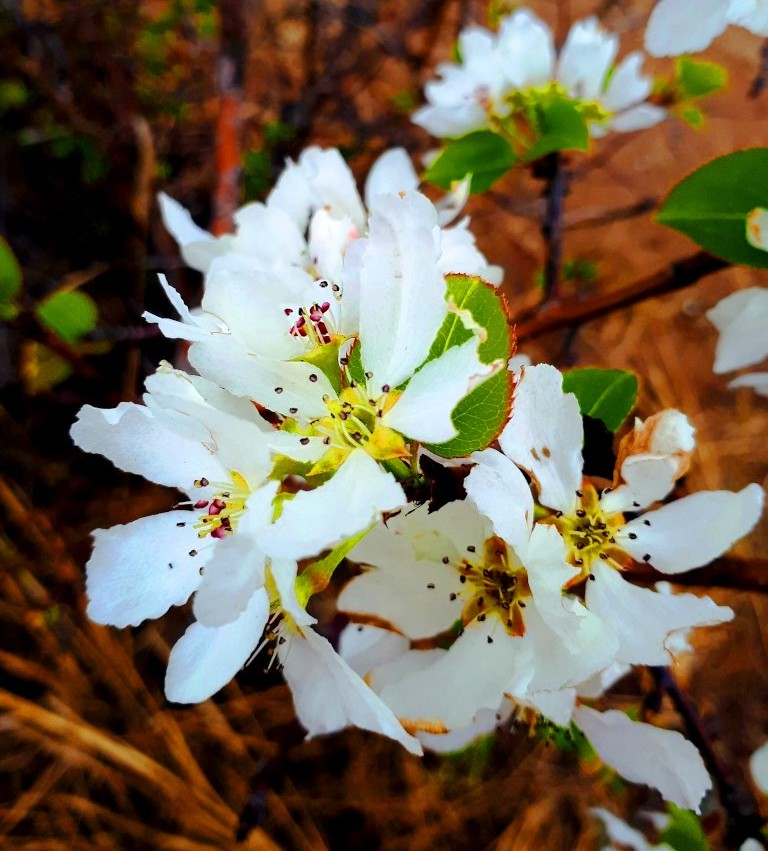
Fiore di pera in Siberia orientale

I più importanti insetti che colpiscono il pero sono Cacopsylla pyri ed Eriosoma lanuginosum. Le malattie da funghi più importanti sono la ticchiolatura del pero (causata da Venturia pirina), la moniliosi, il cancro delle pomacee, l'oidio, la maculatura bruna del pero (causata da Stemphylium vesicarium), il marciume rosa delle pere (causato da Trichothecium roseum). Tra i batteri assume una notevole importanza l'Erwinia amylovora, agente del colpo di fuoco. Tra i virus che colpisce il pero, si segnala la litiasi infettiva.